# Estándares web
Los estándares web son especificaciones y protocolos que describen el comportamiento de la World Wide Web y compatibilizan entre sí las diferentes tecnologías en las que se basa. Estos estándares se caracterizan por ser abiertos, es decir, no estar cubiertos por patentes o licencias de uso, y otorgan una interoperabilidad entre los sitios web y las diferentes herramientas para interactuar con ellos, como navegadores web, software de desarrollo de páginas, lectores especializados, entre otros. Se presentan en forma de especificaciones técnicas dirigidas a los desarrolladores de tecnologías web, con la finalidad de que estos las implementen.

## Finalidad
Los estándares web permiten guardar consistencia entre los diferentes sitios web y tecnologías que interactúan con ellos. También permiten que un desarrollador web 
trabaje de forma más eficiente evitando que este cree diferentes versiones de su sitio web para cada una de los navegadores existentes. Con esto se asegura la accesibilidad y universalidad de la web, impidiendo su fragmentación. En años recientes, el término ha sido frecuentemente asociado con la tendencia de aprobar un conjunto de mejores prácticas estandarizadas para construir sitios web y a la filosofía del diseño y desarrollo web que incluye esos métodos.

## Historia

### Antecedentes
El Departamento de Defensa de los Estados Unidos desarrolló ARPANET, una red de computadoras conectadas entre sí, a finales de la década de los 60. En 1969, se comenzó a implementar la red mediante la conexión de 4 equipos mediante la tecnología de conmutación de paquetes (mediante un estándar desarrollado por el propio departamento, precursor del actual TCP/IP). El estándar de conmutación variaba entre las diferentes redes implementadas hasta 1981, año en el que se conectan las redes mediante el estándar TCP/IP propiamente dicho.
En 1991 Tim Berners-Lee publica el lenguaje de hipertexto HTML y un programa para leerlo denominado WorldWideWeb. Estas tecnologías son liberadas para su uso por el público en 1993, lo que originó un aumento en el uso de la web, que llegó a sustituir a Gopher, un protocolo similar. Ese mismo año fue publicada la primera versión del navegador Mosaic, para sistemas Unix. Pronto, Mosaic y la web se volverían muy populares y aparecieron nuevos navegadores, como los derivados Netscape, de la corporación homónima fundada por empleados de la NSCA, creadores de Mosaic, e Internet Explorer, de Microsoft, adquirido de un derivado de Mosaic desarrollado por Spyglass.
Tanto Netscape como Internet Explorer fueron los principales exponentes de la llamada "guerra de navegadores", en la que ambos aumentaron la cantidad de características sin preocuparse de mantener y mejorar las existentes. Además, implementaron características nuevas continuamente de forma incompatible con otros navegadores, para aumentar la cuota de uso de los suyos. Esto provocó confusión en los desarrolladores e hizo que las páginas o bien tuvieran sendas versiones para cada navegador importante o bien fueran compatibles solo con un navegador.

### Creación
En 1994 Tim Berners-Lee funda el Consorcio World Wide Web (W3C), con el apoyo del CERN, DARPA, la Comisión Europea y el MIT. El objetivo de este nuevo consorcio era diseñar cuidadosamente y estandarizar los protocolos y tecnologías utilizados para construir la web, terminando con el problema de las incompatibilidades de sitios web con los diferentes navegadores, Estos protocolos y tecnologías fueron denominados en un principio "recomendaciones del W3C", término poco convincente para los navegadores establecidos, que continuaron las guerras de navegadores.
Los navegadores continuaron lanzando nuevas versiones, las cuales implementaban nuevas funciones de marca registrada incompatibles con las recomendaciones del W3C. Esto aumentó los costos de desarrollo y generó confusión entre los desarrolladores de sitios web, quienes optaron por soportar solo un navegador o por solo utilizar estándares más antiguos que pudieran verse en los navegadores más populares, disminuyendo el atractivo visual. Esto además generó problemas de accesibilidad para lectores de pantalla, navegadores de terminal e impresoras.

### Auge
En respuesta a la situación de la web por aquel entonces, un grupo de desarrolladores y diseñadores fundaron el Web Standards Project (WaSP) para promover las recomendaciones del W3C (que el grupo pasaría a denominar "estándares") de forma intensiva. Esto se realizó mediante críticas y ridiculización de empresas que no cumplían los estándares, grupos de ayuda para encontrar errores en la implementación de los estándares. Lentamente los navegadores fueron adoptando los estándares web, comenzando por Netscape en su versión 5 e Internet Explorer también en su versión 5.

## Proceso de creación
La entidad encargada del desarrollo de la mayoría de estándares es el Consorcio World Wide Web (W3C). En la propuesta y desarrollo de los estándares participan más de 400 miembros del consorcio en un proceso controlado compuesto por varias etapas. Antes de ser publicadas, los estándares son depurados cuidadosamente.
Otros organismos que desarrollan estándares son el grupo ECMA, publicador de ECMAScript, la versión estándar de JavaScript; el grupo Kronos, publicador de OpenGL, OpenCL y Vulkan; entre otros.

## Cumplimiento
El cumplimiento de un sitio web o un navegador de los estándares web  del W3C asegura el funcionamiento de un sitio web compatible con dichos estándares en cualquier navegador que también los cumpla. Estos no utilizan métodos de software propietario o características específicas de un navegador. Aunque no existe un navegador perfecto que cumpla con todos los estándares, a partir de la primera década del siglo XXI la mayoría de navegadores hicieron avances que aseguran una mejor interoperabilidad.
Generalmente esto se refiere al apego a las prácticas de código en relación con el uso de HTML o XHTML, junto con CSS para definir la organización, colores y tipografías de una página web. Los esfuerzos del WaSP a lo largo de su historia estuvieron orientados a promover el uso y apego de los navegadores a estándares como CSS, siendo especialmente relevante en la versión 2.0, incluyendo cómo estos responden a código y estilos mal formados. Las pruebas desarrolladas por WaSP son llamadas Acid1, Acid2, y Acid3, enfocadas en CSS1, CSS2 y CSS2 con programación del lado del cliente respectivamente.

## Clasificación general
De manera muy general, los estándares web abarcan lo siguiente:
- Recomendaciones publicadas por el World Wide Web Consortium (W3C).[8]
- Estándares de Internet (STD) documentados y publicados por Internet Engineering Task Force (IETF).
- Request For Comments —petición de comentarios (RFC)— , cuyos documentos son publicados también por la Internet Engineering Task Force[9]
- Estándares publicados por la Organización Internacional para la Estandarización (ISO).[10]
- Estándares publicados por Ecma International.[11]
- El estándar Unicode y otros varios reportes técnicos de Unicode (UTRs) publicados por el Consorcio Unicode.[12]
- Nombres y números de registro mantenidos por la Internet Assigned Numbers Authority (IANA).[13]

## Ejemplos
Los estándares web más conocidos y difundidos son:
- HTML, lenguaje de marcado de hipertexto[1]
- XML, versión extendida de HTML[5]
- CSS, hojas de estilo en cascada[1]
- ECMAScript, también conocido como JavaScript[1]
- DOM, Modelo de objetos del documento[3]
- Estándares gráficos, como PNG para gráficos rasterizados y SVG para vectoriales.[2]
- Estándares de arquitectura web como HTTP, HTTPS, URL, URI[2][14][15]
- Estándares de codificación, como UTF-8 o Unicode, y juegos de caracteres (tipos de letra).[2]
- Recomendaciones sobre accesibilidad web publicados bajo la Iniciativa para la Accesibilidad Web de W3C.[16]